# Bethany, Oregon
Bethany là một cộng đồng chưa hợp nhất trong quận Washington, Oregon, Hoa Kỳ, nằm ở phía bắc Quốc lộ Hoa Kỳ 26 gần Beaverton, các Cedar Mill 4 dặm Anh về hướng tây bắc.

## Lịch sử
Cái tên Bethany lần đầu tiên được dùng để chỉ một trung tâm thương mãi ở ngã tư đường, cách chỗ hiện tại khoảng 2 dặm về hướng đông bắc, nơi có một nhà thờ Giáo hội Trưởng lão vẫn còn đến ngày nay. Khu vực này ban đầu được định cư bởi Ulrich Gerber, một di dân đến từ Thụy Sĩ trong giữa thập niên 1870. Gerber giúp xây dựng trạm bưu điện đầu tiên trong khu vực vào năm 1878, cách trường Bethany hiện tại khoảng 2 dặm về phía đông, và đề nghị dùng tên Bethany. "Bethany" là một từ của tiếng Do Thái, ban đầu dùng để chỉ một nơi của Palestine gần Jerusalem, và được dùng như một cái tên địa danh khắp Hoa Kỳ, đặc biệt có liên hệ với một nhà thờ. Bưu điện ngưng hoạt động vào năm 1904.

## Quận Marion
Bethany cũng là cái tên của một cộng đồng nằm khoảng 2 dặm Anh về phía tây của Silverton thuộc quận Marion ở vị trí 45°00′45″B 122°49′00″T / 45,0125°B 122,81667°T. Nó được đặt tên này vào năm 1851 khi Nhà thờ Kitô hữu Bethany được tổ chức. Có một ngôi trường tên Bethany ở đó ngày nay, phục vụ như là trường nội trú.